# PRIME Finance
PRIME Finance (Panel of Recognised International Market Experts in Finance) is een internationaal tribunaal dat zich de beslechting van geschillen over complexe financiële transacties ten doel stelt. Het hof is gevestigd in het Vredespaleis te 's-Gravenhage.

## Geschiedenis
PRIME Finance werd officieel door de Nederlandse minister van Financiën Jan Kees de Jager geopend op 16 januari 2012 en kwam als een reactie op de kredietcrisis van 2007. Het idee van een instelling die zich specifiek richt op de beslechting van financiële geschillen werd geopperd tijdens een conferentie van het World Legal Forum in oktober 2010, waarbij afgevaardigden van onder meer hoge rechtsinstellingen, commerciële banken, de academische wereld en overheidsinstellingen afkomstig uit 14 landen aanwezig waren.

## Activiteiten
De instelling zal in eerste instantie complexe geschillen tussen bedrijven, zoals banken, verzekeringsmaatschappijen en pensioenfondsen, beslechten. Het gaat dan met name om derivaten en ingewikkelde hypotheekconstructies. Het hof tracht geschillen eerst via mediation door financiële experts op te lossen. Alleen als de mediation niet slaagt gaat het hof over tot arbitrage.

## Deelnemende landen
De volgende landen leveren financiële en juridische experts aan het tribunaal.
| Land                | Aantal experts |
| ------------------- | -------------- |
| Australië           | 5              |
| Canada              | 3              |
| Chili               | 1              |
| Duitsland           | 4              |
| Frankrijk           | 3              |
| India               | 2              |
| Italië              | 1              |
| Japan               | 3              |
| Nederland           | 6              |
| Nigeria             | 2              |
| Spanje              | 1              |
| Verenigde Staten    | 23             |
| Verenigd Koninkrijk | 31             |
| Zweden              | 1              |
| Zwitserland         | 2              |